# 신지학협회

문장

신지학협회(神智學協會, Theosophical Society)는 러시아 제국에서 태어난 헬레나 블라바츠키가 일으킨 신비 사상 결사이다. 결성 당시부터 많은 사람들에게 영향을 주었다. 신지학협회의 목적은 인종, 성별, 계급, 피부 색깔의 차이에 얽매이지 않고 인류의 보편적 형제애의 핵심이 되는 것이다.

## 관련있는 인물들
- 토머스 에디슨
- 윌리엄 버틀러 예이츠
- 라이먼 프랭크 바움

## 같이 보기
- 종교와 신화